# El Potrerillo (Tucumán)

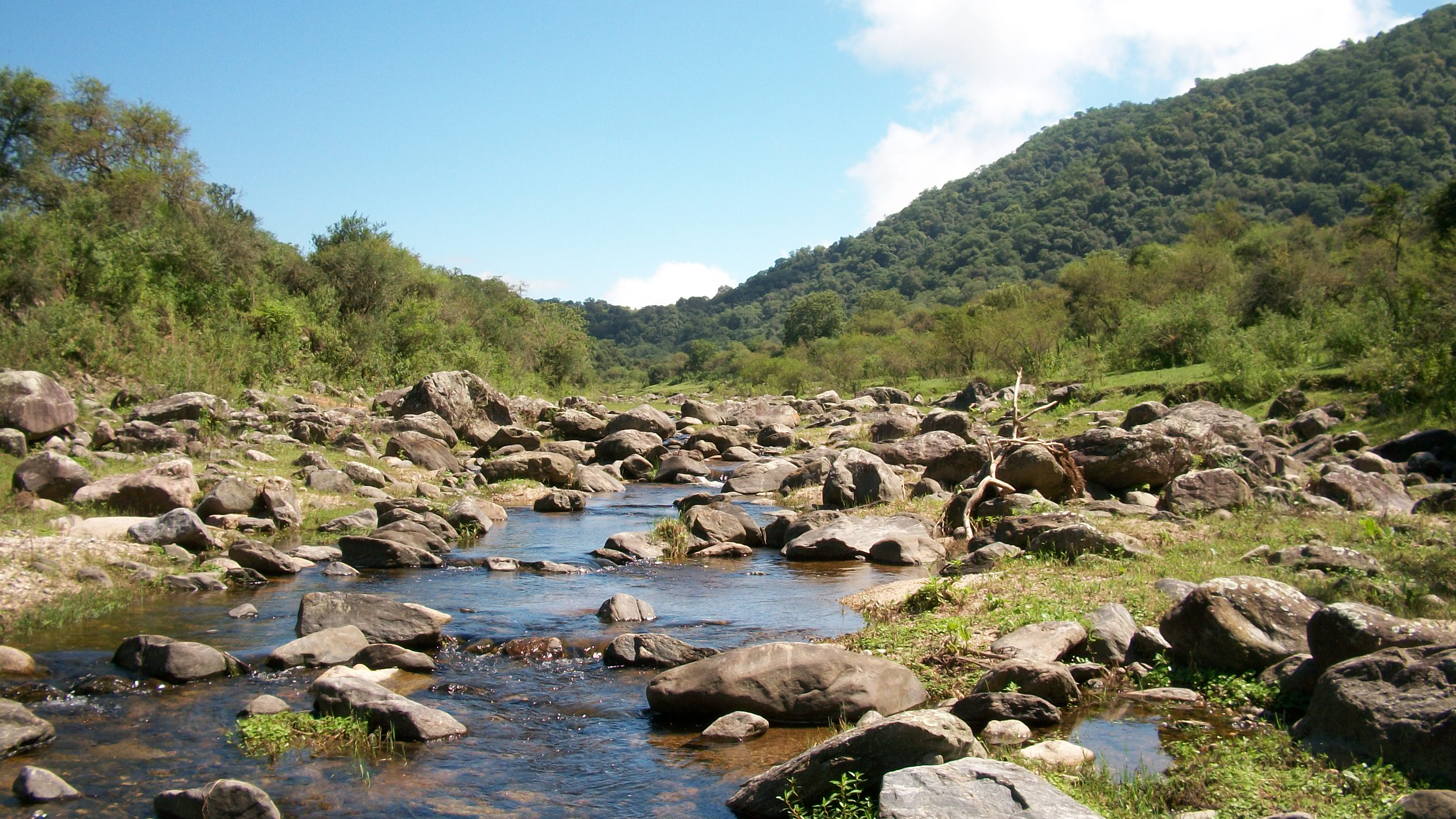
Río El Potrerillo fluyendo hacia el sur.

El Potrerillo es un pequeño pueblo del sur de la provincia de Tucumán, próximo al límite con la provincia de Catamarca

## Ámbito geográfico
Se encuentra inmerso en la Selva de las Yungas de la zona oeste del departamento La Cocha a orillas del Río El Potrerillo, en la quebrada formada entre las Sierras del Potrerillo, límite con el departamento Paclín, Catamarca; y las Cumbres de Los Llanos. 

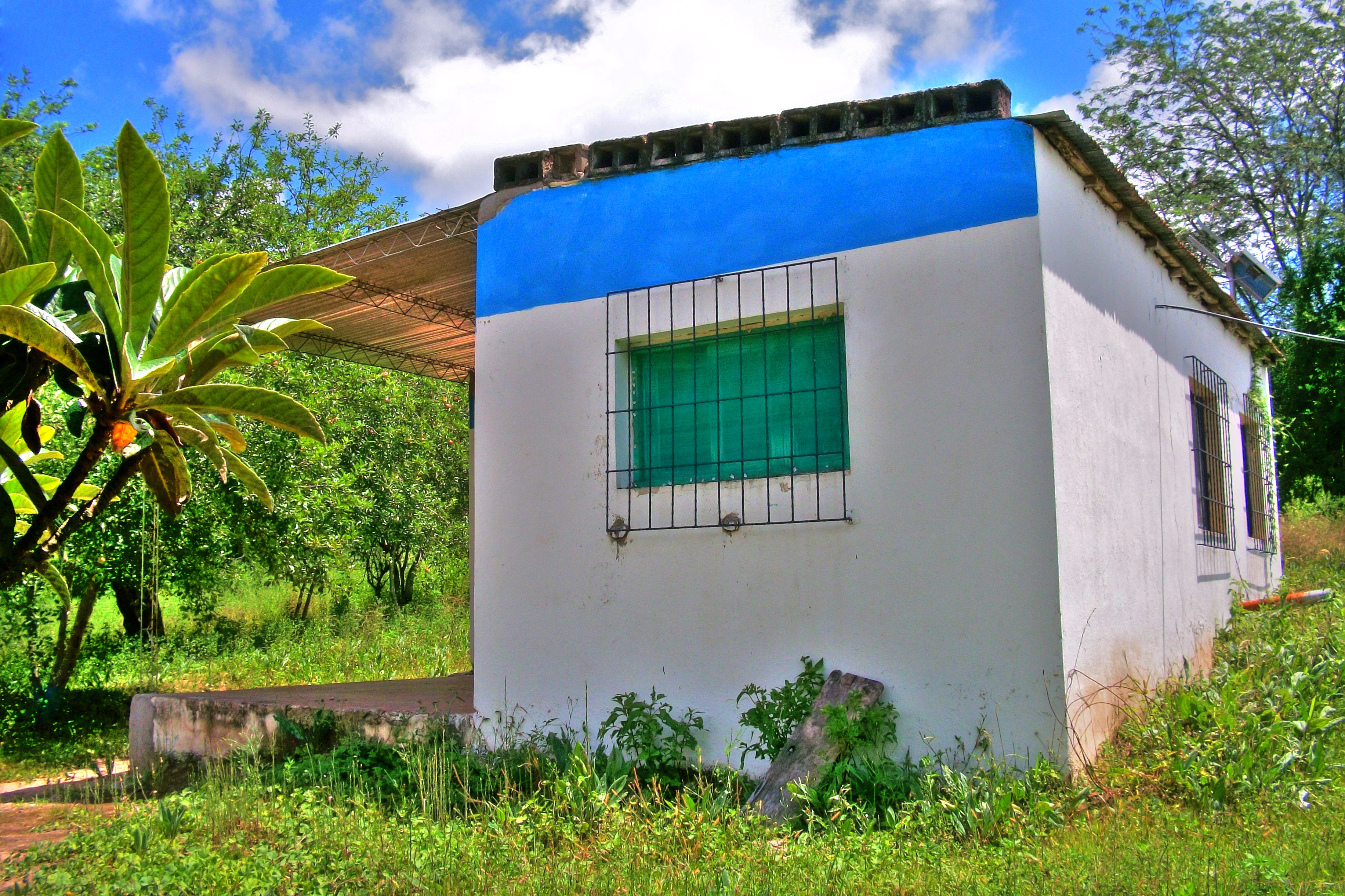
La pequeña escuela del pueblo.

## Población
En la actualidad quedan solo dos casas habitadas. Pero décadas atrás, contaba con varias de ellas, sin embargo, lo aislado del lugar dio paso a que de a poco sus habitantes se alejaran del pueblo y migraran a pueblos vecinos.

## Comunicaciones
No existen caminos convalidados para llegar al pueblo, solo es posible visitar el lugar a través de senderos de montaña que conectan el pueblo con la localidad de Huasa Pampa, Tucumán y Balcozna, Catamarca.